# Come to the Stable
 Come to the Stable és una pel·lícula estatunidenca dirigida per Henry Koster, estrenada el 1949.

## Argument
Dues monges d'un convent francès arriben a una petita ciutat de Nova Anglaterra amb el pla de construir un hospital per nens. Buscaran l'ajuda d'uns quants personatges pintorescos, aconseguint el seu somni amb un artista lluitador, un compositor popular, i un cèlebre estafador.

## Repartiment
- Loretta Young: Germana Margaret
- Celeste Holm: Germana Scholastica
- Hugh Marlowe: Robert Masen
- Elsa Lanchester: Amelia Potts
- Thomas Gomez: Luigi Rossi
- Dorothy Patrick: Kitty
- Basil Ruysdael: El bisbe
- Dooley Wilson: Anthony James
- Regis Toomey: Monsenyor Talbot
- Mike Mazurki: Sam
- Walter Baldwin: Claude Jarman, l'agent immoliliari

Actors que no surten als crèdits :
- Louis Jean Heydt: Al Newman
- Ian MacDonald: M. Matthews

## Premis i nominacions

### Nominacions
- 1950: Oscar a la millor actriu per Loretta Young
- 1950: Oscar a la millor actriu secundària per Celeste Holm
- 1950: Oscar a la millor actriu secundària per Elsa Lanchester
- 1950: Oscar al millor guió adaptat per Clare Boothe Luce
- 1950: Oscar a la millor fotografia per Joseph LaShelle
- 1950: Oscar a la millor banda sonora per Best Music, Original Dramatic Score
- 1950: Oscar a la millor cançó original per Alfred Newman (musica) i Mack Gordon (lletra) per la cançó "Through a Long and Sleepless Night"
- 1950: Oscar a la millor direcció artística per Lyle R. Wheeler, Joseph C. Wright, Thomas Little i Paul S. Fox
- 1950: Globus d'Or a la millor pel·lícula dramàtica